# L'Être fini et l'Être éternel
L'Être fini et l'Être éternel, Essai d’une atteinte du sens de l’Être (en allemand : Endliches und Ewiges Sein. Versuch eines Aufstiges zum Sinn des Seins) est l'ouvrage majeur de la philosophe Edith Stein. Écrit par Edith Stein après plus de cinq ans de travail, l'ouvrage se veut une réflexion ontologique sur la possibilité de la connaissance de Dieu, qui, selon Edith Stein, doit passer par une recherche de la connaissance de soi. Reprenant ses travaux de phénoménologie ainsi que d'étude de Saint Thomas d'Aquin, l'ouvrage est considéré comme l'aboutissement de la pensée d'Edith Stein.